# Мозаїки на Берестейському проспекті
Мозаїчні композиції на Берестейському проспекті — серія різностильових смальтових панно на Берестейському проспекті, 17, 19, 21, 23, 25 і 27, створених у 1967-1979 роках. 
Розташування панно вкрай невдале. З тротуару мозаїку практично не видно, оскільки її перекриває торговий центр. У загальних рисах композиції проявляються лише з протилежного боку широкого проспекту. У сонячну погоду декорована північна сторона будинків перебуває у тіні, що додатково ускладнює огляд панно.
У грудні 2023 року Департамент охорони культурної спадщини Київської міської державної адміністрації оголосив про надання мозаїчним панно статусу виявлених об’єктів культурної спадщини і внесення їх до Державного реєстру нерухомих пам’яток.

## Історія

Ескізи Валерія Ламаха 1967 року
Ескіз мозаїки «Симфонія праці»
Ескіз мозаїки (не реалізовано)

Після ухвали 4 листопада 1955 року постанови ЦК КПРС і Ради Міністрів СРСР «Про усунення надмірностей у проєктуванні і будівництві» з'явився новий стиль оформлення громадських будівель.
На зламі 1950-1960-х років митці почали виконувати декоративні твори в нових монументальних техніках. Тоді ж народилась і київська монументалістика. Період до самого кінця 1980-х років став зоряним часом цього мистецького напрямку.
З кінця 1960-х років у районі КПІ звели шість дев'ятиповерхових панельних будинків, які торцями виходили на Брест-Литовський проспект. За початковим задумом, шість композицій на них мали створити ідейно-художній образ великої ділянки магістралі. 

Валерій Ламах й Ернест Котков «Давня Русь», будинок № 19

Однак 1967 року завершили тільки дві композиції: «Симфонія праці» і «На захист миру». У ході роботи з'ясувалося, що перпендикулярно до будинків зводиться торговий центр, який перекриває огляд мозаїк з боку тротуару. Художники відмовилися далі працювати і залишили незавершеними фони композицій.
Відновили роботи лише наприкінці 1970-х років. Напередодні Олімпіади 1980 року Головне управління капітального будівництва звернулося до монументалістів із проханням завершити ансамбль, оскільки проспектом мали пронести олімпійський вогонь.
Вони погодились вирішити нові орнаментально-декоративні композиції. Але у творчому колективі виникли суперечки. Литовченко і Прядка пропонували збити старі панно й оформити все в одному стилі. Натомість Ламах і Котков категорично не погодилися, вважаючи, що композиції повинні існувати як пам'ятки своєї доби. Їх підтримав і замовник, який прагнув зекономити кошти на оформленні.
Як результат, на торцях будинків у межах одного комплексу виникли дві різностильові групи творів.

## Опис

### Будинки №21 і 23
1967 року Валерій Ламах й Ернест Котков розробили ескіз «Симфонії праці» для будинку № 21, а Іван Литовченко й Володимир Прядка — «На захист миру» для будинку № 23.
На панно «Симфонія праці» зображені зварювальник, сталевар, слюсар і механік. На думку мистецтвознавців, композиція характеризується внутрішньою гармонією й узгодженістю дій персонажів. Складність трудового процесу передана плетивом ліній і колірних плям. Водночас композиція у цілому врівноважена й об'єднана плавним лінійним ритмом. Митці виключили зі сцени все буденне і таким чином створили «позачасову», опоетизовану картину праці. Такі засоби свого часу використовували бойчукісти. А Валерій Ламах й Ернест Котков знову відкрили їх для української монументалістики.
На будинку № 23 чоловік із мечем захищає сонячне мирне життя від чорної хмари війни.

Перші мозаїки
«Симфонія праці» (№ 21)
«На захист миру» (№ 23)

### «Історія Києва» (будинки №17, 19, 25 і 27)
У 1980—1982 роках, у 1500-ту річницю заснування Києва, на інших будинках по обидва боки від центральних тематичних панно з'явилися композиції Валерія Ламаха й Ернеста Коткова, що відображають основні етапи розвитку української культури. На будинках № 17 і 19 панно символізує відповідно культуру Трипілля і Київської Русі.
На торцях будинків № 21 і 23 планувалось замінити мозаїки 1967 року на панно, присвячене добі Пізнього Середньовіччя. Однак первісні мозаїки залишили.
У наступних панно Ернест Котков зобразив в емблематично-символічній формі соціалістичну Україну. На будинку № 25 композиція символізує створення держави УРСР. У ній використано герб Української РСР із серпом і молотом й орнамент, запозичений із графічного твору Георгія Нарбута.
На будинку № 27 зображена свічка каштана, тодішній герб Києва, у сяйві електронного імпульсу чотирипроменевої зорі. Це мало символізувати науковий потенціал столиці.

Історія Києва
Трипільська культура (№ 17)
Давньоруська культура (№ 19)
Символіка радянської України (№ 25)
Символ наукового потенціалу столиці (№ 27)

## Символи тоталітарного режиму
2019 року на виконання положення закону про декомунізацію КМДА розпорядилася скласти переліки будівель комунальної власності, на яких зображено тоталітарну символіку. До списку помилково занесли мозаїки на житлових будинках № 17 і 19. Народний художник України Володимир Прядка, співавтор мозаїк, звернувся до київської влади на їхній захист. У листі монументаліст зазначив, що мозаїки на Берестейському проспекті здійснені як один проєкт «Історія Києва» і присвячені трипільській і давньоруську культурі. А заборонені серп і молот дійсно зображені, але на торці будинку № 25.
Зрештою всі мозаїки вирішили залишити.

Орнамент соняха Георгія Нарбута
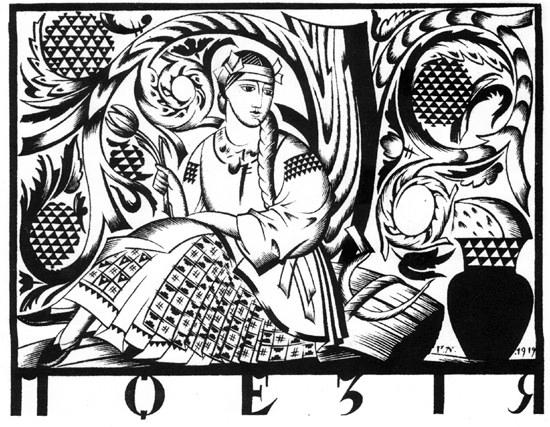
Орнамент соняха Георгія Нарбута
Орнамент соняха на будинку № 25

## Київські байки про мозаїки

Будинки № 19, 21, 23, 25 і 27

Пояснення, чому із шести запланованих будинків на Брест-Литовському проспекті панно завершили тільки на двох, у радянські часи не давали. Тоді інформаційний вакуум одразу заповнювали народні байки. Одну з них переповів дослідник Ігор Однопозов. Начебто, Володимир Щербицький, тодішній партійний керівник України, побачивши мозаїки, з огидним здивуванням запитав: «А це що за кишки?». За чутками, художників відсторонили від роботи. Навіть постало питання про демонтаж мозаїк.